# 姚贾诗派
姚贾诗派是指晚唐诗人姚合与贾岛之诗，後代詩人多師法，形成晚唐重要詩風。

## 历史
姚合與贾岛二人为诗友，作诗皆好苦吟，号“姚贾”，南宋永嘉四灵首尊姚、贾之詩風，四灵之一的赵师秀的《十里》詩“竹里怪禽啼似鬼，道傍枯木祭为神”即出自贾岛《暮过山村》，赵师秀尊姚、賈為二妙，編《二妙集》選姚詩121首、賈詩81首。赵师秀又輯《众妙集》亦多为大历诗人和姚贾诗派人物。早期的江湖诗派亦宗法姚贾诗派之餘緒，表現出刻苦專注的創作方式。